# Ленинградская правда
«Ленинградская правда» — газета, выходившая в СССР с 1918 до 1991 годы.
«Ленинградская правда», которая до 30 января 1924 года называлась «Петроградская правда», стала выходить в конце марта 1918 года, отделившись от газеты «Правда» после перевода её в Москву. Становление новой газеты происходило постепенно: сначала под заголовком «Правда», начиная с номера 54 от 8 (21) марта 1918 года появилось набранное мелким шрифтом слово «петроградская». Через 10 дней, 20 марта (2 апреля) 1918 года в № 64 (290) это слово появляется уже над заголовком и поэтому выпуск № 64 считается первым номером «Петроградской правды».
Вначале газета была только партийным изданием — органом Центрального и Петроградского комитета РКП(б), затем стала газетой как партийной так и советской власти, то есть, городского и областного комитетов Компартии и городского и областного Совета.
Выпуск газеты «Ленинградская правда» в начале 1930-х годов осуществляло издательство Ленинградского областного комитета ВКП(б); помимо этого, его задачи заключались и в выпуске других периодических и непериодических изданий по всем партийным и общественно-политическим вопросам, а также в торговле печатной продукцией в Ленинграде и области.
В годы блокады в «Ленинградской правде» печатались Ольга Берггольц, Александр Фадеев, Николай Тихонов, Вера Инбер, Всеволод Вишневский и другие писатели. За все время блокады Ленинграда лишь один номер газеты не увидел свет — от 25 января 1942 года. Он был уже набран и сверстан, но отпечатать его не удалось: в цехе не было электричества.
21 июня 1957 года Указом Президиума Верховного Совета СССР за подписью К. Ворошилова и М. Георгадзе газету наградили Орденом Ленина, в ознаменование 250-летия города Ленинграда, за революционные заслуги и успешную деятельность по мобилизации трудящихся на трудовые свершения в народном хозяйстве. Орден был вручён представителям редакционного коллектива лично К. Е. Ворошиловым 6 июля 1957 года в Актовом зале Смольного.
В 1963 году редакция газеты разместилась в новом здании по адресу набережная реки Фонтанки, дом 59, построенного трестом № 20 Главленинградстроя по проекту, который разработал архитектор С. И. Наймарк силами института «Ленпромстройпроект». Здание получило название «Дом прессы», и в нём разместились также редакции газет «Вечерний Ленинград», «Смена», «Строительный рабочий», «Ленинские искры» и книжные редакции Лениздата.
В 1991 году на базе коллектива газеты «Ленинградская правда» выпуск газеты был возобновлён под дореволюционным названием «Санкт-Петербургские ведомости». Первым главным редактором «Санкт-Петербургских ведомостей» после возобновления стал Олег Кузин.